# بورغلين
بورغلين (بالإنجليزية: Bürglen (Albis))‏ هو أحد جبال سلسلة ألبيس ويقع في كانتون زيورخ في سويسرا. يحتل المرتبة رقم 445 في قائمة جبال سويسرا من حيث الارتفاع، إذ يبلغ ارتفاعه حوالي 915 متر، بينما يبلغ ارتفاع نتوء الجبل 375 متر.